# Johnny Quick
Johnny Quick è il nome di due personaggi dei fumetti della DC Comics, entrambi col potere della super velocità.
Il primo era un supereroe che apparve più volte su More Fun Comics durante la Golden Age. L'altro era un supercriminale, una versione malvagia di Flash di Terra-3, apparso prevalentemente nella Silver Age.

## Johnny Quick (Johnny Chambers)
Johnny Quick era l'identità segreta di Johnny Chambers, un fotografo per riviste d'attualità. Egli riceveva il suo potere invocando una formula matematica segreta ("3X2(9YZ)4A).
Johnny fu un eminente membro dell'All Star Squadron, nonché marito di Liberty Belle. Sua figlia, Jesse Chambers, ereditò la sua stessa velocità e divenne Jesse Quick e servì brevemente con i Giovani Titani.
Dopo la guerra fu periodicamente attivo come supereroe, avendo incontrato Savitar.
Ultimamente entrò nella Forza della velocità, salvando sua figlia da Lady Flash, poi chiamata Lady Savitar. I suoi poteri però tornarono a quelli di una velocità inferiore a quella subsonica.

## Johnny Quick (Sindacato del Crimine)

### Sindacato del Crimine d'America
Johnny Quick era un supercattivo di una Terra alternativa designata come Terra-3, ma piuttosto che essere una controparte di Johnny Quick di Terra-2, era una versione di Flash. Lui e gli altri membri del Sindacato del Crimine d'America erano gli unici superesseri di Terra-3, e non erano mai stati battuti dall'unico eroe di Terra-3, Alexander Luthor. Come il resto del Sindacato del Crimine, perì durante la Crisi per mano dell'Anti-Monitor.
Il personaggio fu resuscitato negli anni novanta come criminale dall'universo anti-materiale, piuttosto che come abitante della Terra 3. A differenza di Flash, Johnny ricevette i suoi poteri iniettandosi una droga chiamata "Succo della Velocità". Questo Johnny Quick è la controparte di Wally West. Secondo Grant Morrison, che creò questa versione del personaggio, Johnny ebbe un predecessore (corrispondente di Barry Allen), il cui sangue fu utilizzato per la preparazione di questa droga. Un flashback delle prime avventure del personaggio all'interno del Sindacato del Crimine lo mostrano fortemente somigliante alla sua versione pre-Crisi.

### Società del Crimine d'America
In 52 Settimana 52, una versione alternativa di Terra-Tre (di nome Terra-3) fu mostrata come parte del multiverso. Nella rappresentazione vi erano dei personaggi, che erano le versioni alternative della Justice League of America, Flash incluso. I nomi della squadra e dei relativi personaggi non furono menzionati nelle due vignette in cui comparvero, ma la versione alternativa di Flash era visibilmente somigliante al Johnny Quick del Sindacato del Crimine.

## Poteri e Abilità
Johnny Quick del sindacato del crimine ha l'abilità di correre a velocità supersonica (non quanto Flash che corre sia a quella supersonica che sette volte più quella della luce) ed è nato con questi poteri, ma grazie al ausilio del casco che aumenta in maniere esponenziale i suoi poteri può tenere testa per ore tempo a Flash. Johnny può pensare ad alta velocità (l'abilità di pensiero non è potenziata dal casco) e ha dei super riflessi.

## Altri media
La versione di Johnny Quick del Sindacato del Crimine comparve nel film animato Justice League: Crisis on Two Earths, e fu doppiato in inglese dall'attore James Patrick Stuart. Un velocista senza scrupoli, terrorizzò ripetutamente la popolazione della sua Terra al fine di fare governare il Sindacato del Crimine attraverso la paura. Lui e Flash si batterono, ma il Velocista Scarlatto si dimostrò molto più veloce di lui. Tuttavia, Batman mentì volontariamente ad entrambi a proposito dei loro potenziali e delle loro limitazioni, al fine di salvare Flash dal morire per aprire un portale che permise al Cavaliere Oscuro di inseguire Owlman. Successivamente, Johnny si sacrificò per trasportare Batman sulla Terra Prime e fermare così il piano di Owlman di distruggere il multiverso, e fu orgoglioso di se stesso per aver salvato la vita di un numero incalcolabile di persone e di essere morto da eroe. A differenza della sua versione dei fumetti, la versione del costume di questo personaggio somiglia molto di più a quello dell'Anti-Flash che alla sua versione originale.